# Shahidul Alam
Shahidul Alam (né en 1955) est un photojournaliste, enseignant et activiste social bangladais. Il est photographe depuis plus de quarante ans et ses photographies ont été publiées dans presque tous les grands médias occidentaux.
Alam a fondé la Drik Picture Library (en) en 1989, le Pathshala South Asian Media Institute à Dacca en 1998, qui a formé des centaines de photographes, et le Chobi Mela International Photography Festival en 1999. Alam est professeur invité à l'université de Sunderland, au Royaume-Uni. Il a notamment publié Nature's Fury (2007) et My Journey as a Witness (2011).
En 2014, il a reçu le Shilpakala Padak (en) du président du Bangladesh et en 2018 le prix humanitaire des Lucie Awards.
Le 5 août 2018, Alam a été arrêté et détenu peu après avoir donné une interview à Al Jazeera et publié des vidéos en direct sur Facebook qui critiquaient la réponse violente du gouvernement aux manifestations de 2018 pour la sécurité routière au Bangladesh. De nombreuses organisations humanitaires internationales et des médias d'information ont appelé à sa libération sans inculpation. Il a bénéficié d'une libération sous caution le 20 novembre 2018. Il a fait partie des personnes de l'année sélectionnées par le magazine Time en 2018.

## Jeunesse et études
Alam est né à Dacca, au Pakistan oriental (l'actuel Bangladesh) en 1955. Il a grandi dans le quartier résidentiel de Dhanmodi, dans la même ville. Il était l'un des trois frères et sœurs nés de parents de la classe moyenne. Son père était un scientifique et sa mère, une psychologue pour enfants. En tant que garçon, Alam était facile à repérer. Dans son enfance, il avait l'habitude de traverser les artères encombrées de Dacca sur sa petite bicyclette pliable.
Alam a passé son diplôme de premier cycle à l'université de Liverpool. Pendant son séjour à Liverpool, il a pris l'habitude de se promener dans les rues avec son longhi, un vêtement traditionnel d'Asie du Sud. Au cours de son année universitaire, il s'initie au militantisme en s'engageant dans le Socialist Workers Party. Il est diplômé de l'université en 1976 en obtenant une licence en biochimie et génétique.
Il s'installe à Londres pour ses études de doctorat en philosophie au Bedford College de l'université de Londres. Pendant son séjour à Londres, Alam a commencé à s'intéresser à la photographie. À Bedford, il a également travaillé comme chimiste de recherche pour inventer des procédés d'impression alternatifs pour les photographies. En 1983, il remporte le Harvey Harris Trophy du London Arts Council pour une photographie qu'il a prise. Cela lui donne confiance pour poursuivre une carrière dans la photographie,. La même année, il reçoit son D.Phil en chimie organique.

## Carrière
En 1989, il a créé la Drik Picture Library et, en 1998, le Pathshala South Asian Institute of Photography (devenu plus tard le Pathshala South Asian Media Institute), à Dacca,. Pathshala a formé des centaines de photographes,.
Il a lancé le festival international de photographie Chobi Mela en 1999 et en reste le directeur. Alam a été juge du concours World Press Photo à quatre reprises, et a été le premier président asiatique de son jury. Il a été nommé membre honoraire de la Royal Photographic Society en 2001. Il a été membre du jury du prix The BOBs'. Ses photographies ont été publiées dans presque tous les grands médias occidentaux, notamment le New York Times, le magazine Time et le National Geographic.
Alam a créé la South Asian Media Academy. Il a couvert des événements tels que des catastrophes naturelles, des bouleversements gouvernementaux, la mort d'ouvriers d'usines de confection, des violations des droits de l'homme, la répression du gouvernement et de l'armée bangladais et les disparitions d'opposants politiques. Son exposition de 2010 sur les exécutions extrajudiciaires, intitulée « Crossfire et organisée par le conservateur péruvien Jorge Villacorta, a été largement acclamée, mais elle a été fermée par la police, ce qui a entraîné des manifestations dans tout le pays,. La barricade de la police a été levée après que les avocats de Drik ont signifié une notification légale au gouvernement. La réponse du tribunal et les événements ultérieurs ont permis à Drik d'ouvrir l'exposition au public le 31 mars 2010.
En 2010, il a coorganisé l'exposition Where Three Dreams Cross à la Whitechapel Gallery de Londres. En 2012, il a participé à la première Biennale Kochi-Muziris, qui s'est tenue au Kerala, en Inde.
Il est professeur invité à l'université de Sunderland, au Royaume-Uni.

## Crossfire
L'exposition, organisée par l'un des collègues d'Alam, Jorge Villacorta, a été achevée en 2010 et présentée à la Drik Gallery de Dacca, au Bangladesh. Les photographies montrent des lieux et des objets où des exécutions extrajudiciaires ont eu lieu à cause du Bataillon d'action rapide (RAB) du Bangladesh. Human Rights Watch a qualifié le RAB d'escadron de la mort en raison des meurtres signalés. Le RAB a été créé en 2004 en tant que force paramilitaire pour lutter contre les gangsters et les voyous dans les rues, mais fin 2007, le bataillon a été accusé de plus de 350 exécutions extrajudiciaires et de la torture de centaines d'autres. Avant l'ouverture de l'exposition au public, le RAB et la police locale ont fermé la Drik Gallery car ils pensaient que les photographies allaient créer l'anarchie.

## Arrestation et caution
Le 5 août 2018, Alam a été emmené de son domicile à Dhanmondi,, peu après avoir donné une interview à Al Jazeera et publié des vidéos en direct sur Facebook qui critiquaient la réponse violente du gouvernement aux manifestations de 2018 pour la sécurité routière au Bangladesh,. Alam avait déclaré que les manifestations « découlaient de la colère liée à la corruption généralisée du gouvernement, et pas seulement de l'accident de bus qui les avait initialement déclenchées ». Il a été montré arrêté par la police métropolitaine de Dacca le lendemain. Alam affirme avoir été torturé,.
Amnesty International et le Comité pour la protection des journalistes ont exhorté le gouvernement bangladais à libérer immédiatement Alam sans engager de poursuites, tout comme le Mumbai Press Club, la Bombay News Photographer Association, Reporters sans frontières, Noam Chomsky, Arundhati Roy, Faisal Edhi, le fils d'Abdul Sattar Edhi, et PEN International. William Nicholas Gomes, défenseur des droits de l'homme et journaliste indépendant, a écrit une lettre ouverte aux ambassadeurs du Bangladesh pour demander la libération d'Alam,. Il a également écrit à Michelle Bachelet, Haut Commissaire des Nations Unies aux droits de l'homme, à l'occasion des cent jours d'incarcération de Shahidul Alam, pour lui demander de se rendre au Bangladesh. Pas moins de 426 universitaires de diverses universités australiennes ont exhorté le gouvernement du Bangladesh à le libérer immédiatement. D'autre part, Sajeeb Wazed, le fils du Premier ministre bangladais Sheikh Hasina, a mis en cause les personnes qui défendent et réclament la liberté d'Alam dans un message controversé publié sur Facebook,.
Alam a été libéré de prison le 20 novembre 2018 après avoir été libéré sous caution par la Haute Cour du Bangladesh.